# Kalevi Seilonen
Arvo Oskar Kalevi Seilonen (n. 17 octombrie 1937 – d. 30 mai 2011) a fost un scriitor finlandez, care a lucrat, de asemenea, din anii 1960 ca jurnalist independent, fotograf, artist vizual, critic cultural și editor a patru reviste culturale: Nuori Voima (1964-1965), Iris (1968-1969), Kulttuurivihkot (1974-1977) și Runous (1983-1984). El a îndeplinit pentru o lungă perioadă de timp funcția de purtător de cuvânt al asociației  Nuoren Voiman Liiton.
Principalul său roman este Tosiasioita minusta (1965), dar anterior, în 1959, el a mai publicat pe cheltuială proprie un volum de poeme în proză intitulat Proosarunoja. Printre alte cărți cunoscute sunt Vehnäpelto kasvaa heinää (1971), Neljä vallankumousta (1981) și Metsäroisto (1986), pentru care Seilonen a primit două premii pentru literatură ale statului finlandez (în 1972 și 1987) și marele premiu al Clubului Cărții Finlandeze.
Cea mai bună perioadă de creație literară a lui Seilosen este considerată a fi anii 1960. În anii 1970 a fost implicat mult în mișcarea politică taistoistă de orientare prosovietică, care a determinat pierderea imaginației literare. În 1967, Seilonen, Markku Lahti, Ilpo Saunio și Tauno Tuomivaara au fost condamnați la o amendă de 200 de mărci finlandeze pentru că și-au distrus livretele militare.

## Lucrări
- Proosarunoja. Helsinki: tekijä, 1959.
- Tosiasioita minusta. Helsinki: Tammi, 1965.
- Suomalaisia runoja. Helsinki: Tammi, 1966.
- Ilman valloitus. Helsinki: Tammi, 1968.
- Julkisesti karkuun. Helsinki: Tammi, 1969.
- Vehnäpelto kasvaa heinää. Helsinki: Tammi, 1971.
- Vastarintaryhmä. Helsinki: Tammi, 1974. ISBN 951-30-2886-0.
- Köyhien mökkien punaista. Helsinki: Tammi, 1976. ISBN 951-30-3830-0.
- Haitarin ääni. Helsinki: Tammi, 1980. ISBN 951-30-5282-6.
- Neljä vallankumousta. Helsinki: Tammi, 1981. ISBN 951-30-5458-6.
- Metsäroisto. Helsinki: Tammi, 1986. ISBN 951-30-5549-3.
- (Toim.) Toistasataa runoilijaa, suomennosvalikoima, 1989
- Valittuja runoja. Helsinki: Tammi, 1991. ISBN 951-30-9699-8.